# Водяные козлы (подсемейство)
Водяные козлы (лат. Reduncinae) — подсемейство полорогих отряда парнокопытных. В него входят девять видов антилоп, обитающих в Африке, разделённые на три рода. 

## Общие сведения
Водяные козлы — травоядные антилопы средних и крупных размеров. У всех видов длинная шерсть, которая в особенности у рода водяных козлов производит впечатление лохматой. За исключением коба у всех видов отсутствуют преорбитальные железы перед глазами, присущие другим представителям полорогих. В этом подсемействе рога имеются только у самцов. У редунок и водяных козлов они на кончике повёрнуты наверх, у косульих антилоп они прямые.
Редунки и водяные козлы сильно привязаны к водоёмам и встречаются по всей Африке к югу от Сахары. В отличие от них, средой обитания косульей антилопы являются горные местности. Она встречается только на южном крае континента.

## Систематика
- Kobus — Водяные козлы
  - Kobus ellipsiprymnus — Обыкновенный водяной козёл, или водяной козёл
  - Kobus megaceros — Суданский козёл, или нильский личи
  - Kobus leche — Личи (млекопитающее)
  - Kobus kob — Коб
  - Kobus vardonii — Пуку
- Redunca — Редунки
  - Redunca redunca — Обыкновенный редунка, или нагор
  - Redunca arundinum — Большой редунка, или большой болотный козёл
  - Redunca fulvorufula — Горный редунка, или горный болотный козёл
- Pelea — Косульи антилопы
  - Pelea capreolus — Косулья антилопа, или антилопа-косуля, или пелеа

В то время как близкое родство водяных козлов и редунок находится вне споров и доказана морфологическим сходством (оба рода иногда объединяют в надрод Reduncini), принадлежность косульей антилопы всё ещё не до конца выяснена. Иногда её выделяют в отдельное подсемейство Peleinae. Из-за небольших размеров ранее её также определяли в подсемейство карликовых антилоп (Neotraginae), которое сегодня систематическим таксоном более не признаётся. Были попытки определить её также в подсемейство настоящих антилоп (Antilopinae). Молекулярно-генетические исследования говорят, однако, в пользу родства с водяными козлами и редунками, что пока не признано всеми учёными.